# Les Biroussans
Les Biroussans est un groupe d'arts et traditions populaires de la vallée du Biros créé par le félibre Alphonse Sentein (1888-1980), à l'origine basé à Sentein, mais qui maintenant se trouve sur Saint-Girons.

## Histoire
Créé en 1921, le groupe d'arts et traditions populaires Les Biroussans perpétue les danses, les us et coutumes du Biros, situé dans la haute vallée du Lez, dans le Couserans.
Son histoire relate principalement la vie de la vallée du Biros du XIXe siècle, accompagnée de chants, musiques et de danses. Chaque année, les Biroussans organise la Sent Joan et la Nuit du trad.
Le président actuel est Laurent Mayer. Les anciens présidents sont Georges Velasco, Christophe Durrieu, Michel Rouch, Yves Dedieu et Alphonse Sentein.